# Leonard Krčki (Frankopan)
Leonard Krčki (*?, sredina 13. stoljeća – †?, 1308.), hrvatski velikaš, pripadnik roda knezova Krčkih, kasnije nazvanih Frankopani. Spominje se u ispravi hrvatsko-ugarskog kralja Ladislava IV. Arpadovića (zvanog „Kumanac“) iz godine 1279. u kojoj se njemu, njegovom bratu Ivanu III., te njegovim bratićima Stjepanu I. i Dujmu II. potvrđuju posjedi Vinodol i Modruš. U dinastijskim borbama za hrvatsko-ugarsko prijestolje potkraj 13. stoljeća, bio je, kao i ostali pripadnici njegova roda, te dio krupnog hrvatskog plemstva, među kojima Šubići Bribirski i dijelom Babonići, podupiratelj Anžuvinaca. Poznat je kao kreator Vinodolskog zakonika iz 1288. godine, jednog od najstarijih pravnih dokumenata na tlu Hrvatske, pisanog glagoljicom. 

## Životopis

### Podrijetlo i obitelj
Knez Leonard rođen je kao sin Vida IV. Krčkog (koji se u izvorima spominje 1241. i 1270. g.) sredinom 13. stoljeća, u vrijeme vladavine kraljeva iz dinastije Arpadovića. Nema dostupnih podataka o mjestu i nadnevku njegova rođenja. Imao je brata Ivana, koji se u dokumentima spominje do 1290. godine. Oženjen je bio sestrom mletačkog dužda Pietra Gradeniga s kojom je imao kći Genevru. S bratom je upravljao posjedima u Krbavi i gradom Senjom, za što je 1289. g. dobio potvrdu kralja. Braća su imala i patronatsko pravo u Krbavskoj i Senjskoj biskupiji.
Godine 1290. Leonard se s bratom Ivanom spominje kao “krčki, vinodolski, modruški i gacki knez“. Već 1292. ime njegovog brata ne nalazi se više u ispravama, nego samo njegovo, i on preuzima starješinstvo svog ogranka knezova Krčkih. Istodobno postoji još i ogranak Leonardovog bratića Dujma II., te daljnjeg rođaka Škinele. Prvi će ojačati i postati krajem 14. stoljeća jedini živući ogranak Krčkih, a potonji će tijekom istog stoljeća izumrijeti. O Leonardovim pak nasljednicima, osim kćeri Genevre, nema puno dostupnih podataka. Poznato je da je brat Ivan III. imao nekoliko sinova, ali se njihove loze kasnije gase.
U povijesnim je izvorima zabilježeno da je Leonard s bratićem Dujmom II. krajem 13. stoljeća, točnije 1297. godine, dao u Senju izgraditi samostan i franjevačku crkvu sv. Petra, koji su se nalazili izvan utvrđenih gradskih zidina. Ti su objekti između ostalog značajni po tome što su u crkvi pokapani svi članovi roda knezova Krčkih (kasnije Frankopana) sve do 1469. godine, kada kralj Matija Korvin Frankopanima oduzima vlasništvo nad Senjom. 

### Kreator Vinodolskog zakonika
Povijesni Leonardov značaj ogleda se najviše u vezi s  Vinodolskim zakonikom, čiji je on stvaratelj i potpisnik. Taj dokument, koji predstavlja popis običajnog prava žitelja devet vinodolskih općina, jedan je od najstarijih pravnih zapisa te vrste na svijetu. Pisan je glagoljicom, datiran 6. siječnja 1288. godine, a sastoji se od 77 članaka s razrađenim odnosima između općina vinodolskog područja i Leonarda, kao predstavnika knezova Krčkih. Njime su Vinodolčani priznali Krčkima kneževsku vlast, a zauzvrat su dobili regulirana prava vezana za feudalnih davanja, globe, kazne za krađe, uvrede, ozljede i ubojstva, te baštinsko pravo.

### Sudjelovanje u dinastijskim borbama 1290-1301.
Kada se 1290. godine na hrvatsko-ugarsko prijestolje popeo Andrija III. Arpadović (zvan „Mlečanin“), posljednji, ali osporavani, izdanak dinastije Arpadovića, došlo je dinastijskih borbi između njegovih pristaša i protivnika. Otvoreni oružani sukobi vodili su se kako među domaćim plemićima, tako i među vojnim snagama vanjskih pretendenata na tron, i to sve do 1301. godine. Leonard je, kao i njegovi rođaci, bio uz one koji nisu podupirali kralja Andriju, nego Anžuvince iz napuljske loze, koja je po ženskoj liniji bila povezana s Arpadovićima. Marija, supruga napuljskog kralja Karla II. („Hromog“), bila je sestra kralja Ladislava „Kumanca“ i na temelju toga Anžuvinci su polagali pravo na hrvatsko-ugarsku krunu. 
Leonard je priznavao to pravo Anžuvincima, te je bio na strani velikog dijela hrvatskog krupnog plemstva, uključujući Šubiće Bribirske i pojedine pripadnike Babonića, koji su podupirali Karla Roberta Anžuvinskog (1288-1342.) da preuzme prijestolje. Mladi je pretendent na krunu doveden iz Napulja najprije u Zadar, a zatim nastavio put na sjever prema Ugarskoj, te se, nakon što je 1301. umro Andrija „Mlečanin“, uspio domoći prijestolja.

### Posljednje godine života i smrt
Početkom 14. stoljeća, posljednjih godina Leonardovog života, dok je on upravljao otokom Krkom, pobunili su se protiv njega žitelji grada Krka, te kaštela Omišlja, Dobrinja, Baške i Vrbnika. Oni su se na jesen 1305. godine potužili mletačkom duždu Pietru Gradenigu da knez ne poštuje njihova prava i stare običaje, na što je bio obavezan, nego da ih zlouporablja. Spor se razriješio 1307. tako da je posredovanjem osorskog kneza, mletačkog plemića Rizzarda Quirina postignut sporazum.
Oko godinu dana nakon postignutog sporazuma, u drugoj polovici 1308. godine, knez Leonard je umro. Pokopan je u franjevačkoj crkvi u Senju, gdje su kasnije pokapani svi pripadnici njegova roda sve dok je Senj bio u njihovom vlasništvu.

## Vanjske poveznice
- Krčki knez Leonard u „Pregledu povijesti hrvatskoga naroda“ autora Ferda Šišića
- Leonard - jedan od knezova Krčkih koji su s otoka došli živjeti na kopno
- Leonard Krčki izdao potvrdu darovnice senjskim franjevcima
- Leonard Krčki - potpisnik Vinodolskog zakonika
- Prisutnost kneza Leonarda kod dogovora vinodolskih općina o Vinodolskom zakoniku